# Мусаходжаєва Айман Кожабеківна
Айман Кожабеківна Мусаходжаєва (каз. Айман Қожабекқызы Мұсақожаева; нар. 15 березня 1958, Алмати, СРСР) — радянська та казахська скрипалька. Ректор Казахського національного університету мистецтв. Народна артистка Казахської РСР (1986).
Закінчила Московську державну консерваторію імені
П. І. Чайковського (1983).
|  | Це незавершена стаття про музиканта або музикантку. Ви можете допомогти проєкту, виправивши або дописавши її. |